# Medelindoariska språk
Medelindoariska språk är en grupp inom den indoariska språkgrenen av de indoiranska språken. Den sträcker sig ungefär mellan år 600 f.Kr. och 1000 e.Kr., och fungerar som en länk mellan fornindoariska språk, som sanskrit, och nyindoariska språk, som hindi och många andra moderna språk.

## Utvecklingen frånsanskrittillprakrit
Samtidigt som sanskrit av grammatiker ordnades och fastställdes i en bestämd form utvecklades det levande folkspråket fritt. Redan långt före den fornindiska periodens slut hade olika folkdialekter med betydande skillnader från sanskrit uppstått. Det berättas att Buddha, som sannolikt levde under 500-talet f.Kr., använde sig av folkets språk istället för sanskrit när han predikade sin lära. Det finns dock inga minnesmärken av folkspråket i behåll från denna tid, utan man räknar den medelindiska språkperiodens början från omkring 300 f.Kr. Att med exakthet bestämma när perioden slutade är dock, av flera olika skäl, omöjligt. Med ett gemensamt namn kallas hela den medelindiska periodens språk prakrit. Ordet betyder ursprunglig, naturlig, vanlig, och det betecknar alltså språket som det vanliga folkspråket i motsats till det klassiska sanskrit. 
Under den långa medelindiska perioden visar språket olika utvecklingsstadier. De äldsta exemplen återfinns i den berömde konung Ashokas inskrifter. Ashokas styre började enligt grekiska författare omkring 272 f.Kr. Han lät på flera ställen i sitt rike hugga in en omfattande lagbok i klippor. Dessa inskrifter återfinns vid Peshawar i nordvästra Indien, vid Girnar i Gujarat och vid Dhauli i Orissa. De enskilda texterna är skrivna med olika dialekt och sannolikt avspeglar detta hur folket talade i det aktuella området på Ashokas tid. Språket i Dhauliinskriften är väldigt likt det i flera andra inskrifter med samma datering som är skrivna på den dåvarande dialekten magadh som talades i Magadha (omkring mellersta Ganges).  Därför antar man att magadh representerar Ashokas officiella språk.

## Utvecklingen tillpali
Magadh benämnes även ibland tanti, vilket precis som pali och maghadhi betyder "text". De ceylonska buddhisterna anser att pali är magadhadialekt, men vid en jämförelse av pali och språket i den ovan nämnda Dhauliinskriften framgår att så inte är fallet. Pali har flest likheter med Girnarinskriftens språk och kan karakteriseras som en blandning mellan språket i Dhaulin och Gimar. Det är dock tydligt pali inte är sprunget ur sanskrit utan det har istället utvecklats ur en folkdialekt som står nära vedaspråket. Pali har bevarat flera ord och former som är äldre än i klassisk sanskrit och vedaspråket.
I heliga skrifter, så som Lalitavistara, tillhörande de nordliga buddhisterna i Nepal hittar man i de så kallade Gathas (sånger) ett egendomligt språk. Lalitavistaras prosaiska delar är författade på ren sanskrit medan de poetiska styckena är skrivna på en egen blandning av gamla sanskritformer och yngre dialektformer. Språket i Gathas kallas för gathadialekten och kan inte betraktas som ett verkligt levande, rent folkspråk. På många punkter står den här dialekten nära pali, men avviker i andra punkter också mycket därifrån.

## Jaina
Jainadialekten kallas språket i den så kallade Jainismens heliga skrifter, de 45 Agarnas. Det är i själva verket en gammal Magadhadialekt, så kallad ardhamagadhi, och nära besläktat med den ovan nämnda Dhauliinskriftens språk, detta trots att Agarnas inte är äldre än 500-talet e.Kr.